# Архиепархия Мальты
Архиепархия Мальты (лат. Archidioecesis Melitensis) — архидиоцез Римско-Католической церкви на территории Республики Мальта. Кафедральным храмом архиепархии Мальты является Собор Святого Павла в г. Мдине.

## История

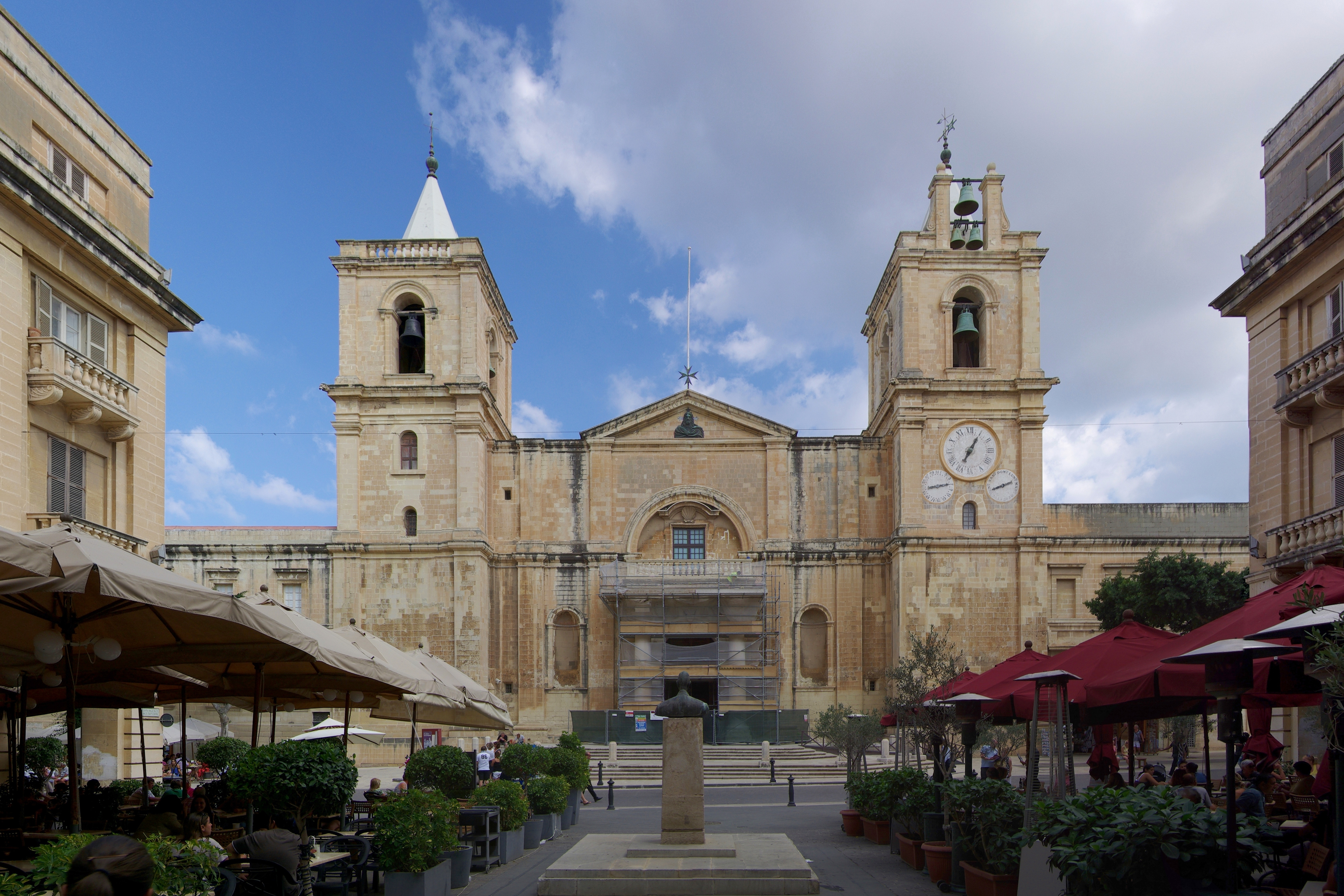
Сокафедральный собор Святого Иоанна в Валлетте.

Возникновение христианской общины на Мальте относят к апостольским временам (I век) и связано с деятельностью Святого Публия. Согласно книге деяний святых апостолов (Деян. 28:7-10), Публий, будучи римским наместником Мальты, принял христианство благодаря деяниям апостола Павла, потерпевшего крушение у берегов Мальты по пути в Рим и исцелившему тяжело больного отца Публия. Согласно традиции, после этого Публий стал первым епископом Мальты. Список последующих епископов существует, но вплоть до начала второго тысячелетия считается не вполне достоверным. 
3 марта 1797 года римский папа Пий VI своей буллой Memores nos наделил епископов Мальты титулом архиепископа Родоса, который принадлежал им до 1928 года. 
В 1817 году диоцез Мальты стал суффрагантной епархией архидиоцеза Палермо. В 1884 году епархия Мальты была переведена в непосредственное подчинение Святому Престолу.
1 января 1944 года своей буллой Melitensem Ecclesiam папа Пий XII возвёл диоцез Мальты в ранг архидиоцеза, подчинив ему в качестве единственной суффрагантной епархии диоцез Гоцо.
Несмотря на то, что центр архиепархии Мальты находится в столице республики г. Валлетта, кафедральным храмом архиепархии остаётся Собор Святого Павла в Мдине, а сокафедральным храмом c 1820 года является собор Святого Иоанна в Валлетте.
По состоянию на 2010 год в состав архиепархии Мальты входило 70 приходов, объединявших порядка 386 тысяч верующих.

## Ординарии Мальты
Епископы:

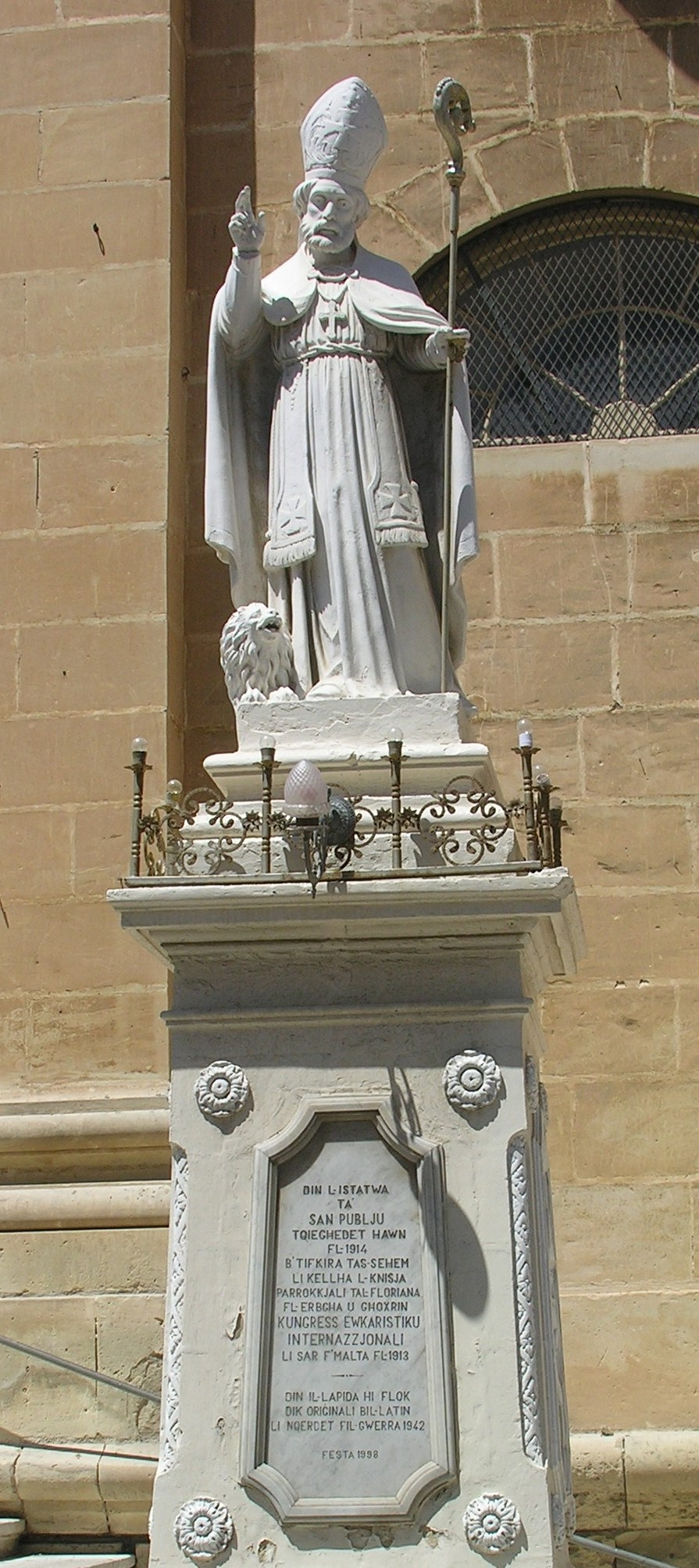
Святой Публий (ум. ок. 125 года) — первый епископ Мальты

- 1728—1757 годы — Поль Альферан де Бюссан, госпитальер;
- 1757—1769 годы — Бартоломео Рулл, госпитальер;
- 1770—1780 годы — Джованни Кармело Пеллерани, госпитальер;
- 1780—1807 годы — Винченцо Лабини, госпитальер;
- 1807—1829 годы — Фердинандо Маттеи;
- 1831—1847 годы — Франческо Саверио Каруана;
- 1847—1857 годы — Публио Мариа Сант;
- 1857—1874 годы — Гаэтано Паче-Форно, августинец;
- 1875—1888 годы — Кармело Счиклуна;
- 1889—1914 годы — Пьетро Паче;
- 1915—1943 годы — Мауро Каруана.

Архиепископы:
- 1943—1976 годы — Микеле Гонзи;
- 1976—2006 годы — Джозеф Мерсьека;
- 2 декабря 2006 года — 18 октября 2014 года — Пол Кремона, доминиканец;
- 27 февраля 2015 года — Чарльз Счиклуна.